# Isotoma creli
Isotoma creli är en urinsektsart som beskrevs av Fjellberg 1978. Isotoma creli ingår i släktet Isotoma och familjen Isotomidae. Inga underarter finns listade i Catalogue of Life.